# 托特斯山脈

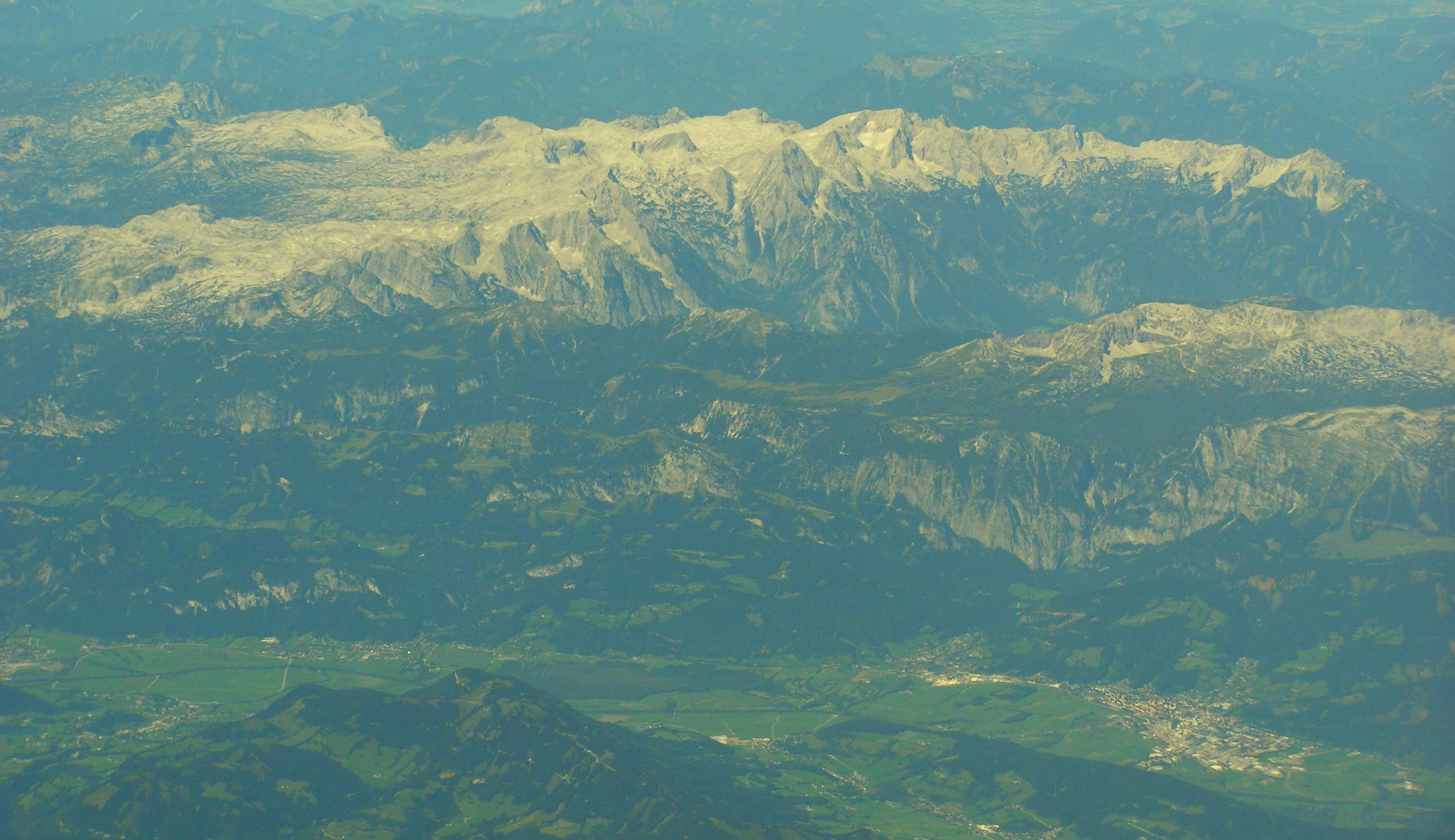

47°43′1″N 14°3′48″E / 47.71694°N 14.06333°E
托特斯山脈（德語：Totes Gebirge），是奧地利的山脈，位於該國東南部，由施泰爾馬克州負責管轄，屬於北石灰岩山脉的一部分，最高點是海拔高度2,515米的大普里爾峰。